# خوسيه غارسيا (لاعب هوكي الحقل)
خوسيه غارسيا (بالإسبانية: José Miguel García Meseguer)‏ هو لاعب هوكي الحقل إسباني، ولد في 28 سبتمبر 1952 في سرقسطة في إسبانيا.

## وصلات خارجية
- خوسيه غارسيا على موقع أوليمبيديا (الإنجليزية)
- خوسيه غارسيا على موقع اللجنة الأولمبية الإسبانية (الإسبانية)